# Sephisa princeps
Sephisa princeps är en fjärilsart som beskrevs av Johann Heinrich Fixsen 1887. Sephisa princeps ingår i släktet Sephisa och familjen praktfjärilar. Inga underarter finns listade i Catalogue of Life.